# Vassili Kandinski
Vassili Kandinski (rus: Василий Васильевич Кандинский)  (Moscou, 22 de novembre de 1866 (Julià) - Neuilly-sur-Seine, 13 de desembre de 1944), nom complet amb patronímic Vassili Vassílievitx Kandinski, fou un pintor rus, considerat un dels precursors de l'abstracció en la pintura.

## Primers anys
Kandinsky va néixer a Moscou, fill de Lidia Titxeeva i Vasili Silvestrovitx Kandinski, un comerciant de te. Una de les seves besàvies va ser la princesa Gantimurova. Kandinski va aprendre de diverses fonts mentre era a Moscou. Va estudiar moltes disciplines mentre estudiava, com ara dret i economia. Més tard, recordaria que de petit estava fascinat i estimulat pel color. La seva fascinació pel simbolisme del color i la psicologia va continuar a mesura que creixia.
Kandinsky també era l'oncle del filòsof rus-francès Alexandre Kojève (1902–1968).

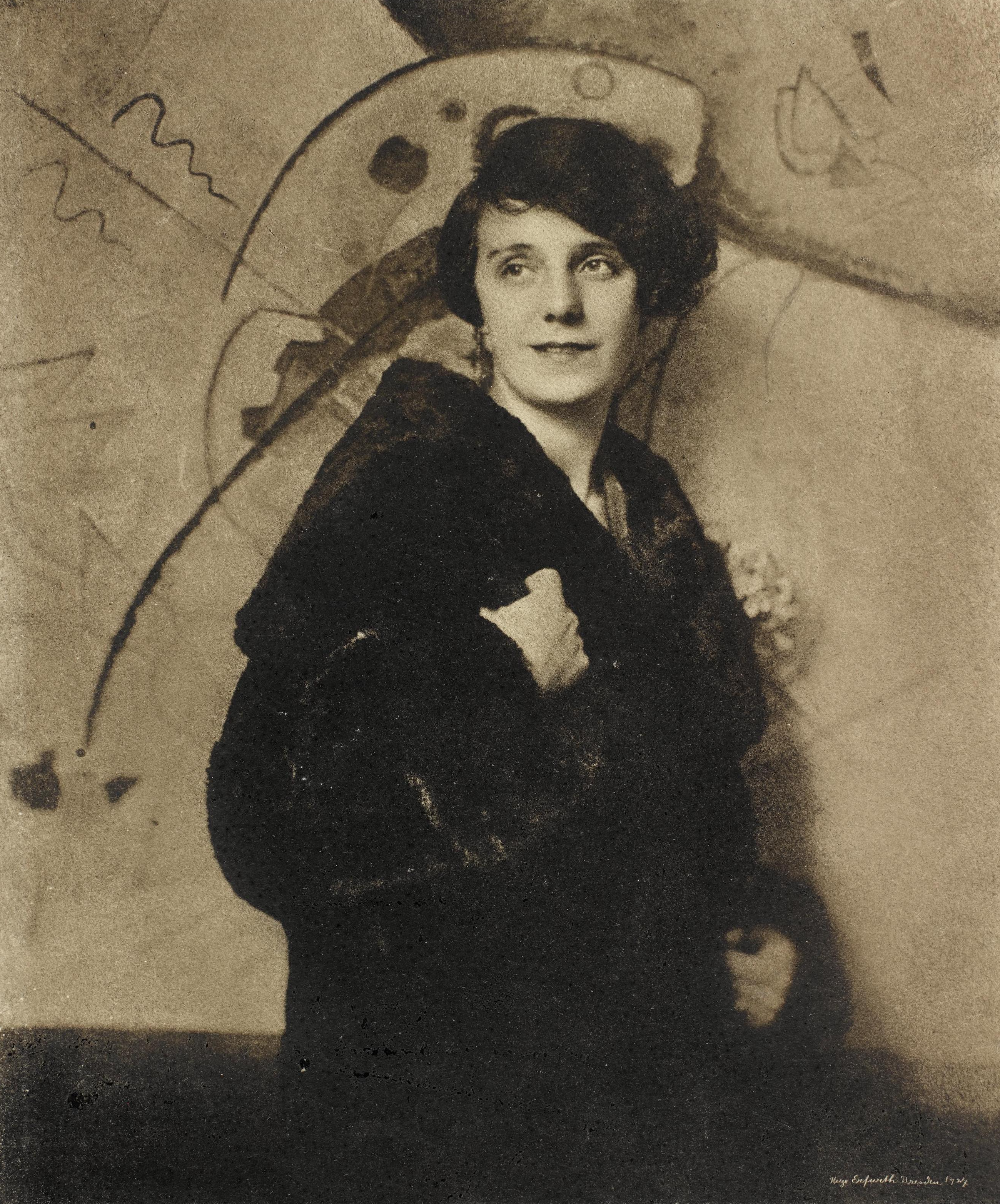
Retrat de Nina Kandinsky del fotògraf alemany Hugo Erfurth, 1927

El 1871 la seva família es trasllada a Odessa. De 1886 a 1889 estudia dret a Moscou.
També el 1889, amb 23 anys, va formar part d'un grup de recerca etnogràfica que va viatjar a la regió de Vólogda, al nord de Moscou. A Mirades sobre el passat, relata que les cases i les esglésies estaven decorades amb colors tan brillants que, en entrar-hi, va sentir que s'estava movent dins d'una pintura. Aquesta experiència, així com el seu estudi de l'art popular de la regió (en particular l'ús de colors brillants sobre un fons fosc), es van reflectir en gran part de la seva obra primerenca.
Uns anys més tard, va comparar per primera vegada la pintura amb la composició de música de la manera per la qual es faria famós, escrivint El color és el teclat, els ulls són l'harmonia, l'ànima és el piano amb moltes cordes. L'artista és la mà que toca, tocant una tecla o una altra, per causar vibracions a l'ànima.
El 1896 rebutja una plaça docent a la Universitat de Dorpat per estudiar art a Múnic.
El 1901 funda el grup Phalanx, el propòsit principal del qual és introduir les avantguardes franceses al provincià ambient muniquès, motiu pel qual obre una escola on imparteix classes. Les seves pintures dels primers anys del segle són paisatges executats amb espàtula, ombrívols en un principi, però que després adquiriran una intensitat gairebé fauve; també pinta temes fantàstics basats en tradicions russes o en l'edat mitjana alemanya; aquest període està marcat per l'experimentació tècnica, en particular per l'ús del tremp sobre paper fos, per tal de donar una impressió de superfície transparent, il·luminada des de darrere. La consistència tonal del clarobscur emfasitza l'esquema i esborra la distinció entre les figures i el fons, i en resulta una composició quasi abstracta.
El 1902 exposa per primer cop amb la Sezession de Berlín i realitza les seves primeres xilografies. El 1903 i el 1904 viatja per Itàlia, els Països Baixos i l'Àfrica i visita Rússia. El 1904 exposa al Saló de Tardor de París.
El 1909 és elegit president del Neue Künstlervereinigung München (NKVM). La primera exposició del grup té lloc a la galeria Tannhäuser de Múnic aquell mateix any. Cap a final de la dècada, les pintures de Kandinski denoten una gran tendència a la plenitud per l'equivalència en intensitat de les àrees de color i la superfície lluent que destrueix qualsevol il·lusió de profunditat. Les sèries de quadres de genets en combat comencen el 1909, on la línia de l'horitzó s'hi va erradicant gradualment, d'igual manera que altres referències espacials.

## Maduresa
El 1910 pintà una aquarel·la abstracta, en la qual, segons el crític italià Giulio Carlo Argan « (...) en les taques més foques predominen dos colors, el roig i el blau, que evidentment estan relacionats perquè sempre es troben junts. El roig és un color càlid i tendeix a expandir-se; el blau és fred i tendeix a contraure's. Kandinski no aplica la llei dels contrasts simultanis sinó que la comprova; se serveix de dos colors com de dues forces manejables que es poden sumar o restar i, segons els casos, és a dir, segons els impulsos que sent, se serveix d'ambdues per tal que es limitin o s'impulsin mútuament. També hi ha signes lineals, filiformes; són, en certa manera, indicacions de possibles moviments, són traçats que suggereixen la direcció i el ritme de les taques que vaguen pel paper. Posen en moviment tota l'aquarel·la (...)»
Aquesta aquarel·la datada del 1910 va ser considerada durant molt de temps l'obra més primerenca de l'art abstracte modern. Segons sembla, però, Kandinski, a vegades, signava les seves obres amb anys de retard; és per això que molt probablement aquesta distinció correspondria a altres obres no figuratives del mateix autor, tal com suggerí l'editor Kenneth Lindsay, o altres artistes com ara Francis Picabia o M. K. Ciurlionis.
El 1911, Kandinski i Marc es retiren del NKVM i assenten les bases del grup Der Blaue Reiter, del qual editaran un almanac el 1912. La primera exposició té lloc el desembre a la galeria Tannhäuser de Múnic.
El 1911 Kandinski publica De l'espiritual en l'art, (en l'original alemany Über das Geistige in der Kunst), una obra molt influent. El 1912 es publica l'almanac amb obres de Kandinski i Marc, i té lloc la segona exposició de Der Blaue Reiter a la galeria Hans Goltz. Aquell mateix any té lloc la primera exposició individual de Kandinski a la galeria Der Sturm de Berlín. Els temes preferits de Kandinski en aquesta època són violents i apocalíptics, i tenen l'origen en les imatges religioses populars d'Alemanya i Rússia. Cap al 1912 el seu treball ha passat per diverses evolucions productives.
A partir de 1913, quan pinta Línies negres, el seu mode d'abstracció ja no es forma a partir d'un tema, sinó que el color i la línia prenen una expressivitat per ells mateixos sense seguir un model preestablert.
De tots els artistes influents del segle xx, Kandinsky va ser l'escriptor més prolífic. Kenneth C. Lindsay i Peter Vergo van publicar l'any 1994 tots els escrits de l'artista traduïts a l'anglès a partir dels textos originals del pintor, incloent, a més, entrevistes, notes de classe, i elements desconeguts fins al moment de la publicació.

## Art abstracte
El desenvolupament de Kandinski cap a l'abstracció troba la seva justificació teòrica en Abstracció i empatia de Wilhelm Worringer, que s'havia publicat el 1908. Worringer argumenta que la jerarquia de valors usual, basada en les lleis del Renaixement, no és vàlida a l'hora de considerar l'art d'altres cultures.
Igual que Hilma af Klint, Kandinski també estava interessat per la teosofia, entesa com la veritat fonamental que rau en les doctrines i els rituals de totes les religions del món; la creença en una realitat essencial, oculta rere les aparences, proporciona una òbvia racionalitat a l'art abstracte.
Al llibre De l'espiritual en l'art, parla d'una nova època de gran espiritualitat i de la contribució que hi fa la pintura. L'art nou ha de basar-se en un llenguatge de color i Kandinski aporta les pautes sobre les propietats emocionals de cada to i de cada color. A diferència de teories sobre el color més antigues, ell no s'interessa per l'espectre sinó només per la resposta de l'ànima envers els colors.
El 1913 es presenta una obra seva a l'Armory Show de Nova York i, en esclatar la Primera Guerra Mundial, torna a Rússia i s'instal·la a Moscou fins al 1921.
A partir de la Revolució d'Octubre de 1917, Kandinski desenvolupa un treball administratiu per al Comissariat del Poble per a l'Educació. Entre els projectes d'aquest organisme hi ha la reforma del sistema educatiu de les escoles d'art. El 1920 fou un dels fundadors a Moscou de l'INKhUK (Institut per a la Cultura Artística). En el transcurs d'aquell mateix any va sorgir el conflicte entre Kandinski, Malèvitx i altres pintors idealistes contra els productivistes com Vladímir Tatlin i Aleksandr Ródtxenko. Aquest grup trobà un important suport en el «pla de propaganda monumental» ideat per les autoritats polítiques de la Revolució, i va propiciar la sortida de Kandinski de Rússia.
El 1922 es trasllada a Weimar (Alemanya), on imparteix classes teòriques per a l'Escola de la Bauhaus. El 1926 publica el llibre Punt i línia sobre el pla. Contribució a l'anàlisi dels elements pictòrics (Punkt und Linie zu Fläche. Beitrag zur Analyse der malerischen Elemente), una continuació orgànica del seu treball anterior De l'espiritual en l'art. Romandrà a la Bauhaus fins a l'any 1933, en què el Tercer Reich clausurà la institució.
Des de 1933 s'estableix a París, on continuarà la seva carrera com a artista fins a la seva mort el 1944.

## Vida personal
Després de graduar-se el 1892, Kandinsky es va casar amb la seva cosina, Anja Chimiakina, i va esdevenir professor de jurisprudència a la Universitat de Moscou.
L'estiu de 1902, Kandinsky va convidar Gabriele Münter a assistir a les seves classes de pintura d'estiu, al sud de Múnic, als Alps. Ella va acceptar l'oferta i la seva relació es va tornar més personal que professional. El 1911, el pintor expressionista alemany va ser un dels diversos artistes que es van unir a Kandinsky en el seu grup del Genet Blau ('Der Blaue Reiter'), que va acabar amb l'inici de la Primera Guerra Mundial.
Kandinsky i Münter es van prometre l'estiu de 1903, quan ell encara estava casat amb Anja i va viatjar extensament per Europa, Rússia i el nord d'Àfrica fins al 1908. Es va separar d'Anja el 1911.
De 1906 a 1908, Kandinsky va viatjar per Europa. El 1909, Münter va comprar una casa d'estiu a la petita ciutat bavaresa de Murnau i la parella va rebre feliçment els seus col·legues allà. La propietat encara es coneix com a Russenhaus i més tard ella utilitzaria el soterrani per amagar moltes obres (de Kandinsky i altres) dels nazis. En tornar a Múnic, Kandinsky va fundar la Neue Kunstler Vereinigung (Associació d'Artistes Nous) el 1909.
Va tornar a Moscou el 1914 quan va esclatar la Primera Guerra Mundial. La relació entre Kandinsky i Münter va empitjorar a causa de les tensions i decepcions mútues per la seva manca de compromís amb el matrimoni. La seva relació va acabar formalment el 1916 a Estocolm.
El 1916 va conèixer Nina Nikolaevna Andreevskaia (1899–1980), amb qui es va casar l'11 de febrer de 1917 quan ella tenia 17 o 18 anys i ell 50. A finals de 1917, van tenir un fill, Wsevolod, o Lodya com l'anomenaven a la família. Lodya va morir el juny de 1920 i no hi va haver més fills.
Després de la Revolució Russa, va tenir oportunitats a Alemanya, on va tornar el 1920. Allà va ensenyar a l'escola d'art i arquitectura Bauhaus des del 1922 fins que els nazis la van tancar el 1933.
Després es va traslladar a França amb la seva dona, on va viure la resta de la seva vida, es va convertir en ciutadà francès el 1939 i va produir algunes de les seves obres d'art més destacades.
Va morir a Neuilly-sur-Seine el 13 de desembre de 1944.

## Galeria

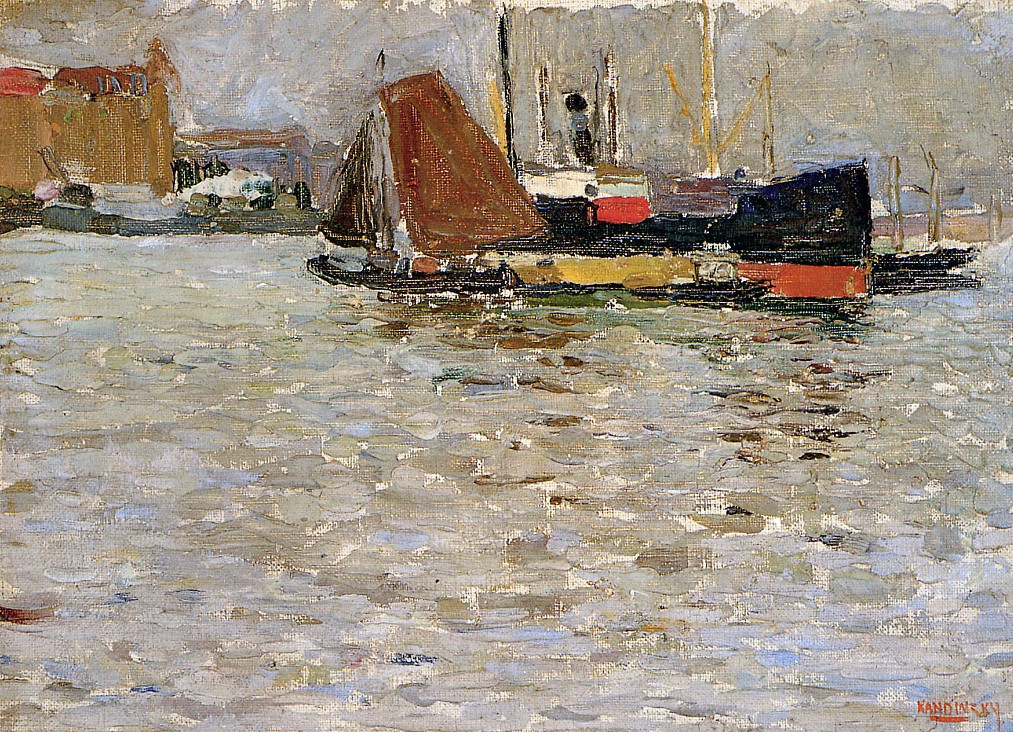
Sol de Rotterdam (1906)
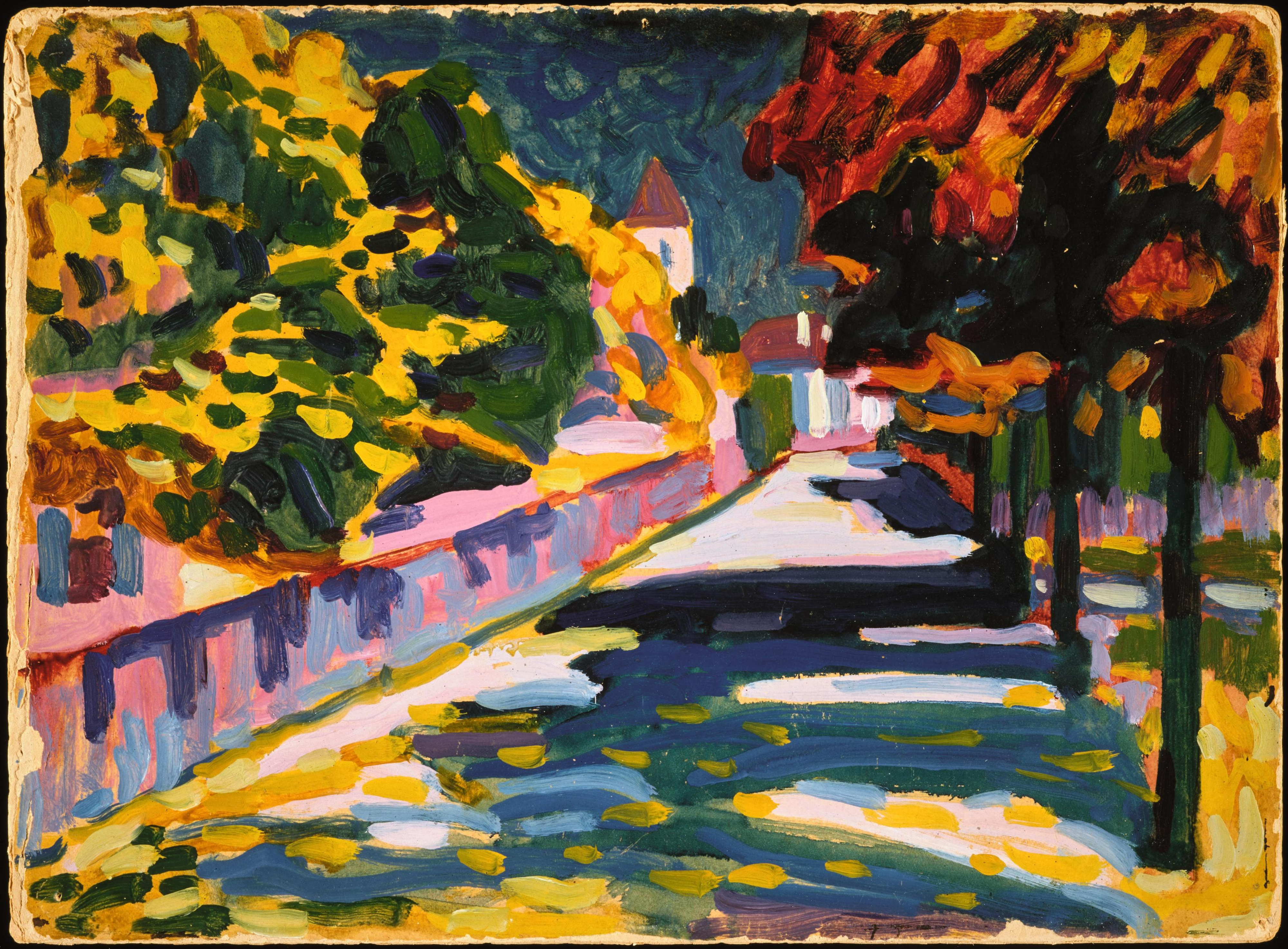
Tardor a Baviera (1908)
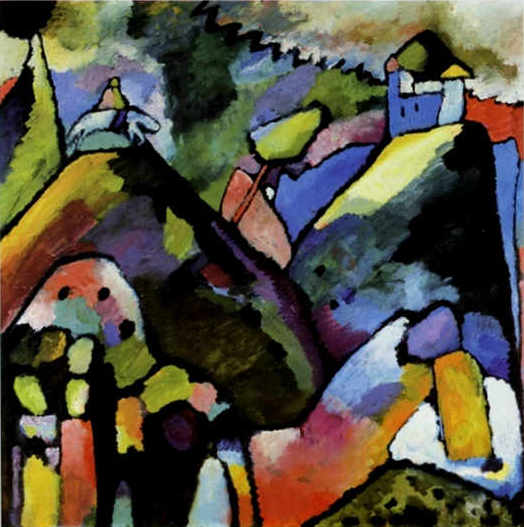
Improvisació 9 (1910)
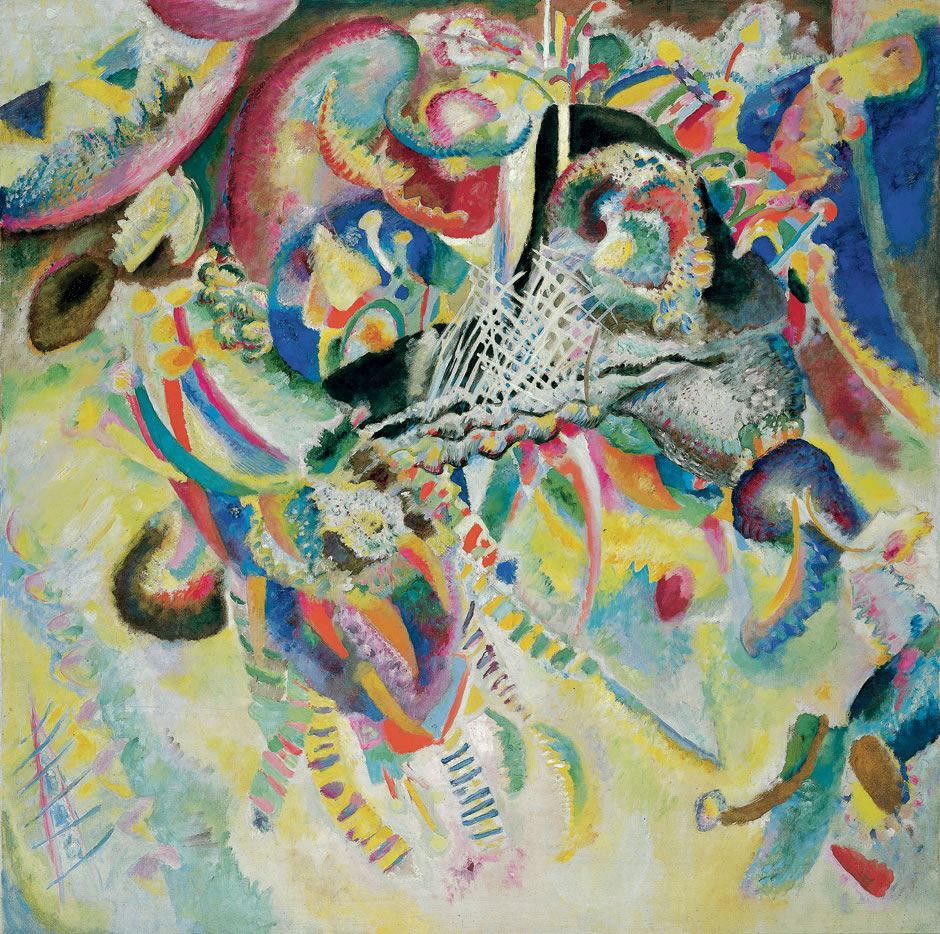
Fuga (1914)
En gris (1919)
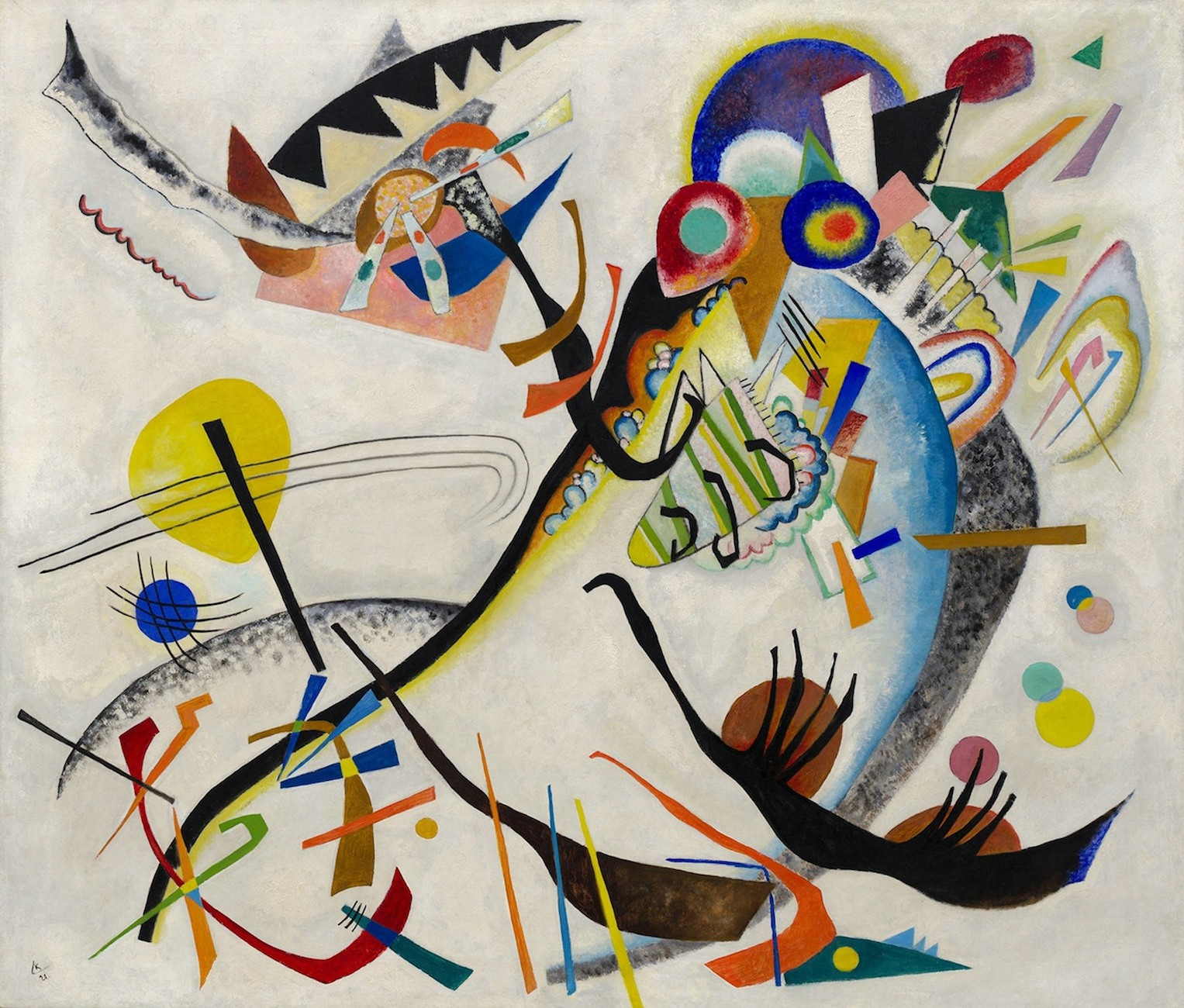
Segment blau (1921)
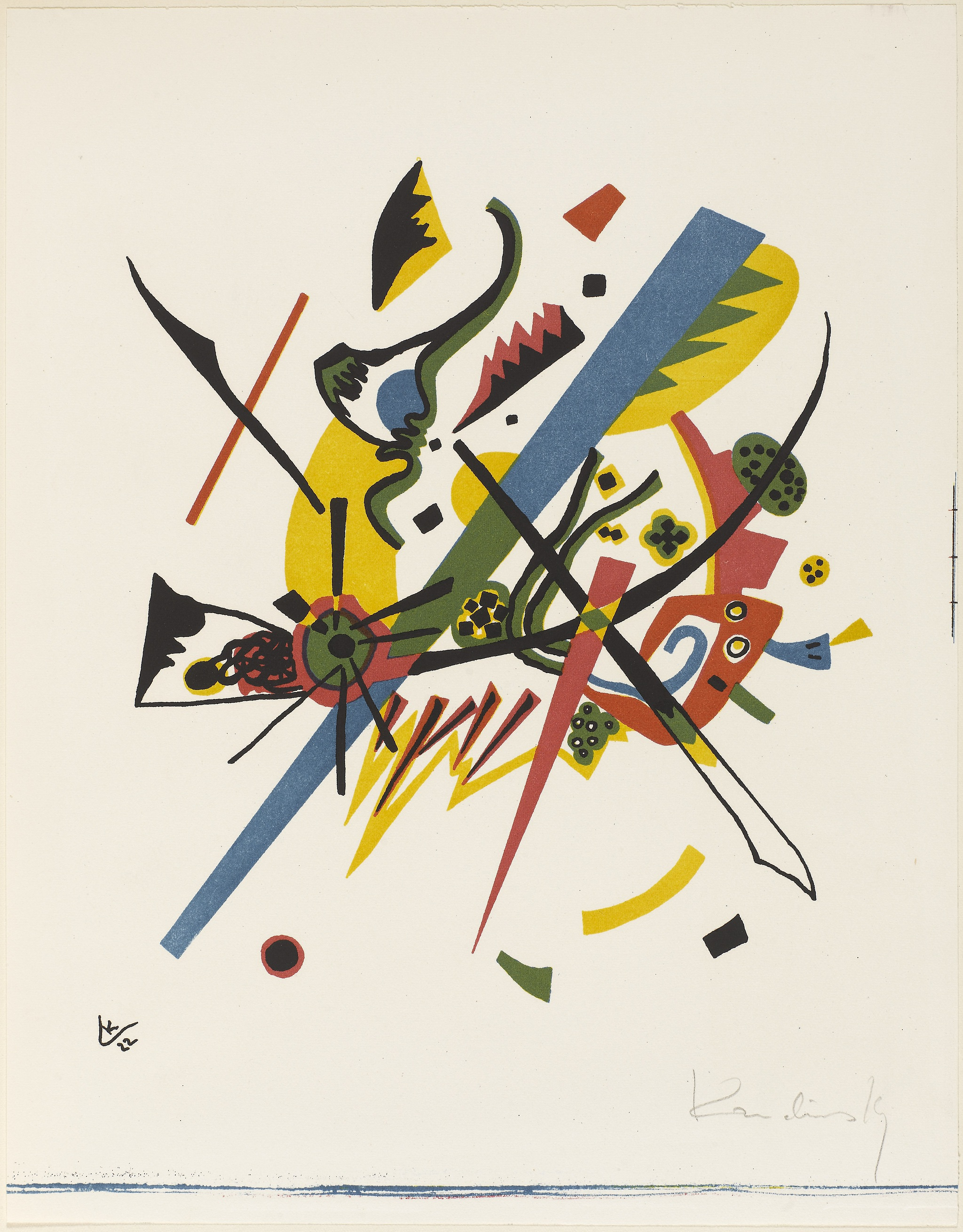
Món petit I (1922)
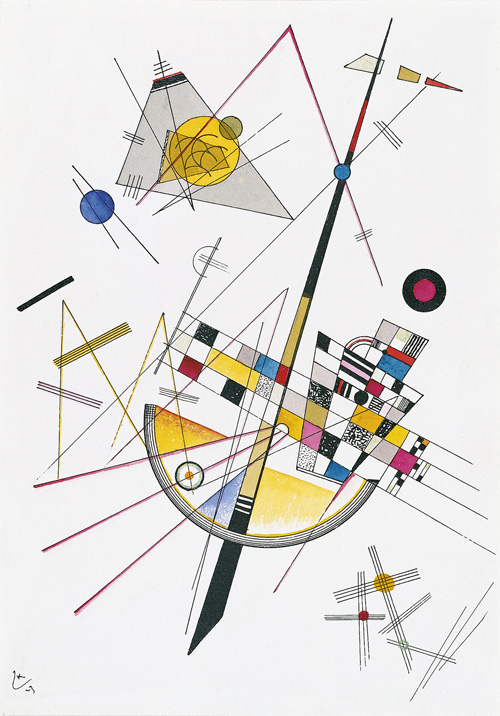
Tensió suau (1923)
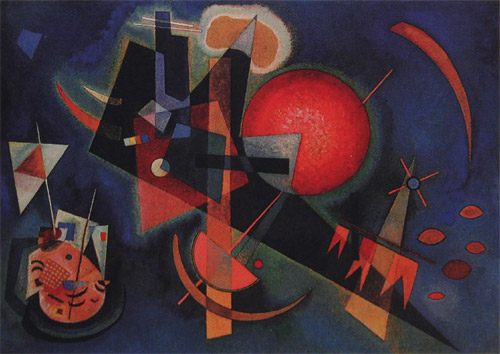
In blue (1925)
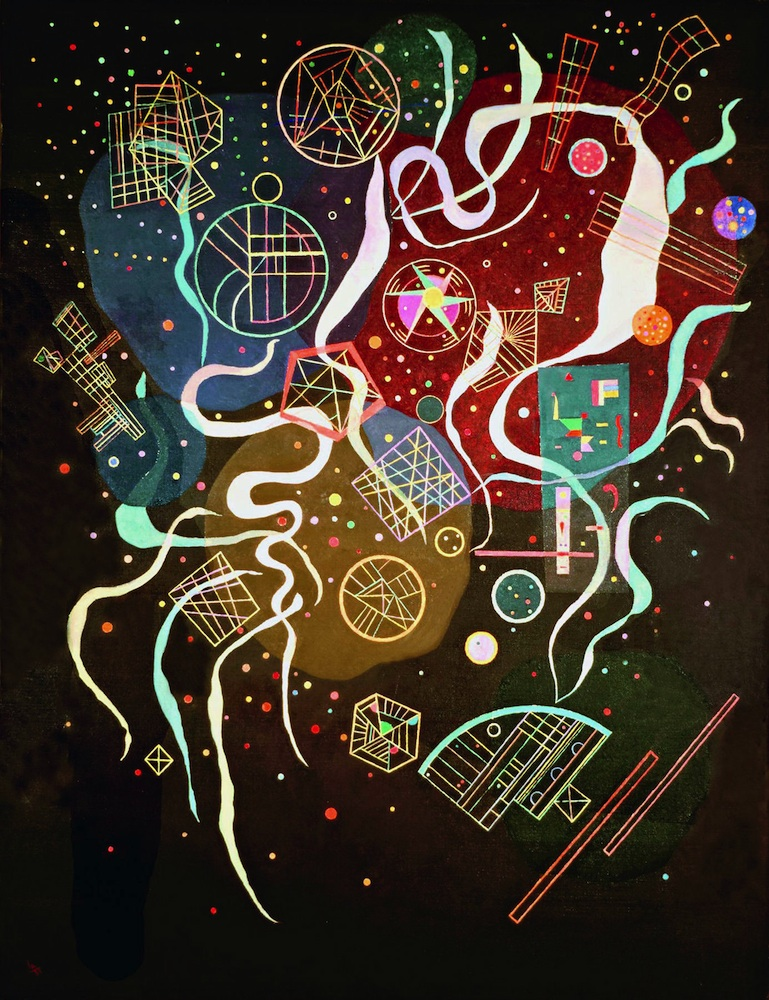
Moviment I (1935)
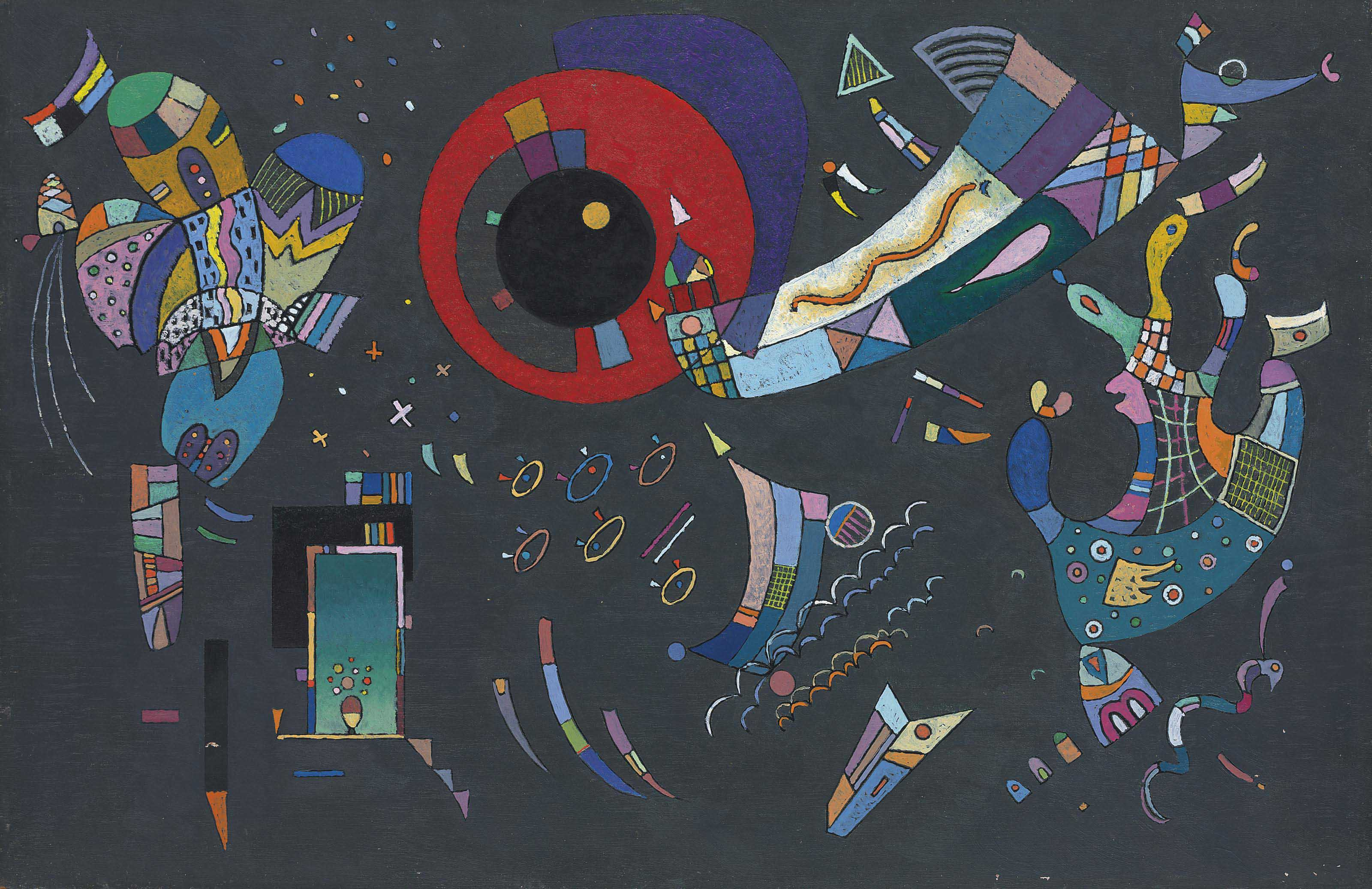
Al voltant del cercle (1940)
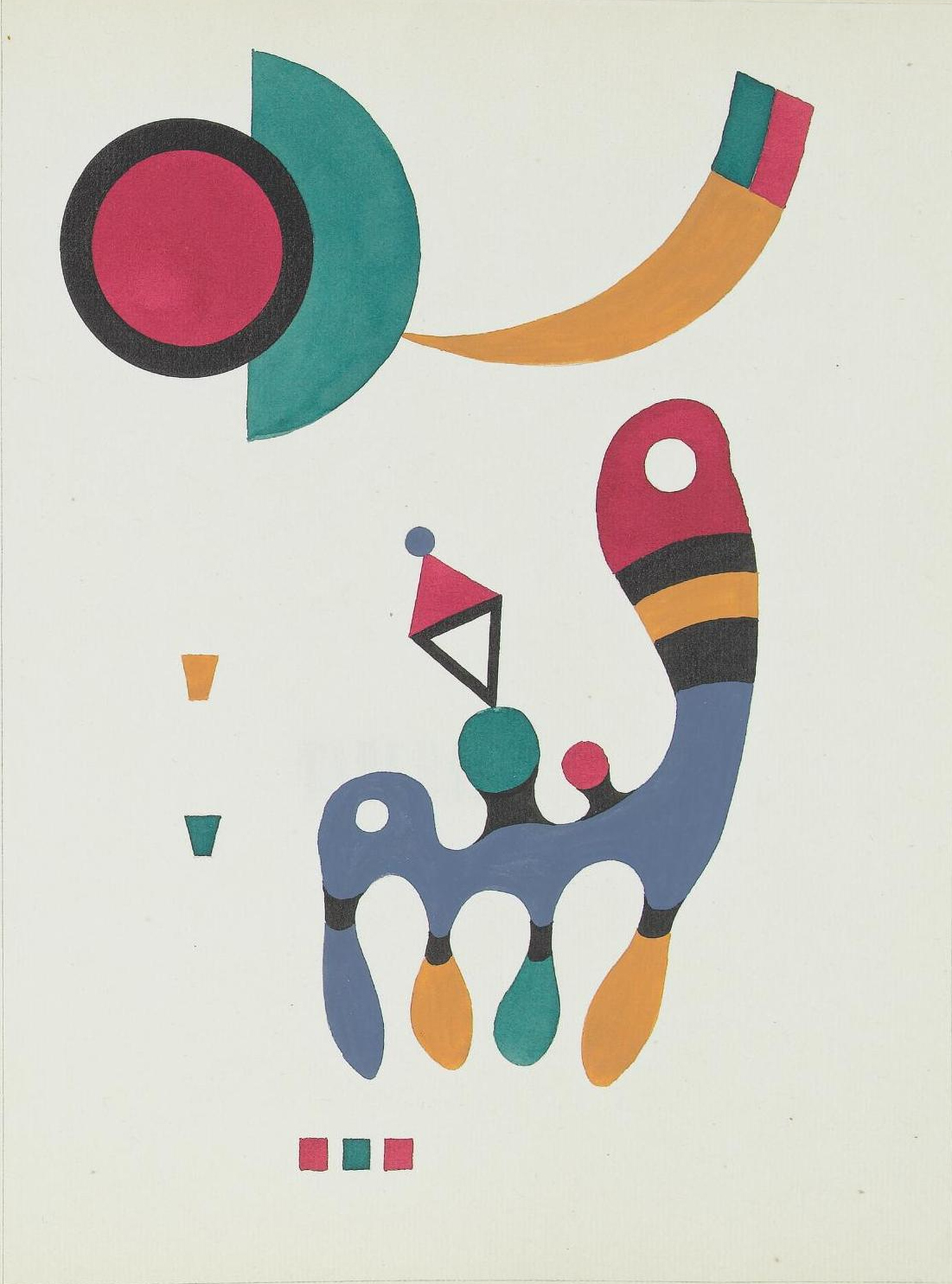
Composició (1944)